# Дырманци
Дырманци (болг. Дърманци) — село в Болгарии. Находится в Врачанской области, входит в общину Мездра. Население составляет 509 человек.

## Политическая ситуация
В местном кметстве Дырманци, в состав которого входит Дырманци, должность кмета (старосты) исполняет Нели Славчова Стоянова (независимый) по результатам выборов.
Кмет (мэр) общины Мездра — Иван Аспарухов Цанов (независимый) по результатам выборов.